# Mahe, Longxi
Mahe är en köping i nordvästra Kina. Den ligger i Longxi härad i staden Dingxi i provinsen Gansu, omkring 110 kilometer sydost om provinshuvudstaden Lanzhou. Antalet invånare är 11 313. Befolkningen består av 5 522 kvinnor och 5 791 män. Barn under 15 år utgör 17,0 %, vuxna 15-64 år 72 %, och äldre över 65 år 9,0 %.